# شارلوت بلير باركر
شارلوت بلير باركر (بالإنجليزية: Charlotte Blair Parker)‏ هي ممثلة أمريكية، ولدت في 6 يناير 1858 بأوسويغو في الولايات المتحدة، وتوفيت في 5 يناير 1937 بكليفلاند في الولايات المتحدة.

## وصلات خارجية
- شارلوت بلير باركر على موقع IMDb (الإنجليزية)
- شارلوت بلير باركر على موقع ألو سيني (الفرنسية)
- شارلوت بلير باركر على موقع أول موفي (الإنجليزية)
- شارلوت بلير باركر على موقع قاعدة بيانات برودواي على الإنترنت (الإنجليزية)
- شارلوت بلير باركر على موقع قاعدة بيانات برودواي على الإنترنت (الإنجليزية)
- شارلوت بلير باركر على موقع قاعدة بيانات الفيلم (الإنجليزية)
- شارلوت بلير باركر على موقع كينوبويسك (الروسية)